# Veguería de Tarragona
La Veguería de Tarragona fue una veguería de Cataluña que comprendía las comarcas de Tarragona, concretamente la mayoría del Campo de Tarragona excepto el Puente de Armentera, Cabra del Campo, Figuerola, La Riba, Montreal, La Musara, Vilaplana, Aleixar, Maspujols, Prades, Capafons, Febró, Colldejou, Pratdip y Vandellós. La ciudad de Tarragona daba nombre a la veguería y era la capital de esta.
El rey Alfonso el Casto, rey de Aragón y conde de Barcelona (1162-96) apreció tanto a Tarragona que la llamaba como la "capital de mi reino". Desde entonces Tarragona fue siempre la capital de la Veguería de Tarragona en época medieval y moderna.
Con el Decreto de Nueva Planta de 1716 se sustituyó la veguería por el corregimiento de Tarragona.